# Ottershaw
Ottershaw est une localité anglaise du Surrey située à environ 32 km au sud-ouest du centre de Londres.